# دهوية (خير)
دهوية (بالفارسية: دهویه) هي قرية تقع في منطقة رونيز في إيران. يقدر عدد سكانها بـ 102 نسمة.